# Charm City Kings
Charm City Kings è un film del 2020 diretto da Ángel Manuel Soto, liberamente ispirato a 12 O'Clock Boys, un documentario del 2013 sul fenomeno delle gare giovanili clandestine di motocross nella città di Baltimora.

## Trama
Il quattordicenne Mouse cerca in tutti i modi di unirsi alla Midnight Clique, una famigerata banda giovanile di motociclisti che d'estate dominano le strade di Baltimora con le loro acrobazie spericolate, ma viene ostacolato dalla madre a causa della morte del fratello maggiore in un incidente simile avvenuto alcuni anni prima.

## Produzione
Il film è stato girato a Baltimora nell'ottobre del 2018.

## Distribuzione
Il film è stato presentato in anteprima al Sundance Film Festival il 27 gennaio 2020. Avrebbe dovuto venire distribuito nelle sale cinematografiche statunitensi da Sony Pictures Classics a partire dal 10 aprile 2020. A causa dello scoppio della pandemia di COVID-19 negli Stati Uniti d'America, l'uscita del film è stata prima posticipata al 14 agosto e infine i diritti di distribuzione ceduti a HBO Max, che l'ha pubblicato direttamente sulla propria piattaforma di streaming a partire dall'8 ottobre 2020.

## Riconoscimenti
- 2020 - Sundance Film Festival
  - Miglior cast d'insieme
  - In concorso per il Gran premio della giuria: U.S. Dramatic
- 2021 - NAACP Image Awards
  - Candidatura per la miglior performance rivelazione a Jahi Di'Allo Winston

## Procedimenti giudiziari
Una degli attori non professionisti del film, la ventiseienne Lakeyria Doughty, nota come "Queen Wheelie" negli ambienti motociclistici clandestini di Baltimora, è stata arrestata 1º gennaio 2021 per aver ucciso nella notte di San Silvestro la fidanzata, la trentatreenne Tiffany Wilson, accoltellandola al petto in seguito a un litigio. Il processo a Doughty per omicidio volontario, omicidio colposo ed aggressione a mano armata è stato annullato in seguito all'impossibilità della giuria di raggiungere un verdetto unanime a causa delle difficoltà nello stabilire se la ferita mortale fosse stata o meno autoinflitta dalla stessa Wilson nel corso della lite.